# 恩里克·吉马良斯
恩里克·吉马良斯（葡萄牙語：Henrique Guimarães，1972年9月9日—），巴西男子柔道运动员。他曾代表巴西参加1996年、2000年和2004年夏季奥林匹克运动会柔道比赛，其中1996年奥运会获得一枚铜牌。